# Andersonia annelsii
Andersonia annelsii är en ljungväxtart som beskrevs av Lemson. Andersonia annelsii ingår i släktet Andersonia och familjen ljungväxter. Inga underarter finns listade i Catalogue of Life.